# Macgregoria pulchra
El mielero de MacGregor (Macgregoria pulchra) es una especie de ave paseriforme de la familia Meliphagidae endémica de Nueva Guinea. Es la única especie del género Macgregoria. 

## Subespecies
Se reconoce las siguientes subespecies:
- Macgregoria pulchra carolinae Junge, 1939
- Macgregoria pulchra pulchra De Vis, 1897